# Renata Dias Gomes
Renata Dias Gomes (Rio de Janeiro, 12 de setembro de 1983) é autora e diretora de telenovelas brasileira. É neta dos também autores Janete Clair e Dias Gomes. Sua mãe é a atriz Neuza Caribé e, seu pai, o baterista Alfredo Dias Gomes. Casada com Luiz Felipe Borges da Silva, tem uma filha chamada Maiara, nascida em 20 de abril de 2004.
Seu primeiro trabalho na televisão, foi no programa Geração Saúde da TV Escola, 2005. No ano seguinte integraria a equipe de roteiristas colaboradores da telenovela Alta Estação, produzida e exibida pela Rede Record. Na mesma emissora, em 2008, participou de Chamas da Vida. Em 16 de julho de 2009, assinou um contrato com o SBT, canal que comprou o acervo de sua avó, Janete Clair.

## Biografia
Renata Dias Gomes, carioca, é roteirista de telenovelas. Aos 6 anos, sua história sobre uma viagem imaginária ganhou o concurso de melhor redação do colégio, o que despertou nos familiares a certeza de que os saudosos autores Janete Clair e Dias Gomes não ficariam sem sucessor no segmento. Desde então, seus textos passam a ser enviados pelo pai ao avô dramaturgo, que acompanhava o desabrochar do talento da neta em sigilo.
Em 2001 entrou para a faculdade de Cinema, testando diversas vertentes do segmento desde a roteirização à direção de curtas. Seu curta "Exílio Aqui Mesmo", produzido na época, foi classificado e exibido em diversas mostras e festivais.
Iniciou a carreira em 2004, roteirizando documentários, institucionais e um seriado para tv fechada.
Em 2006, participou junto a dezenas de roteiristas em formação, de um curso divisor de águas: a Maratona de Roteiros no Rio de Janeiro, onde monstros da teledramaturgia ministraram uma série de palestras, oficinas e debates na categoria, visando maior interação entre os veteranos e a nova safra, a formação dos novatos e também descoberta de talentos. Foi neste evento que Renata cavou a oportunidade de entregar uma pequena amostra de um curta para o então consultor em teledramaturgia da Rede Record, que prometeu avaliar o seu trabalho. Meses depois, Renata receberia
a resposta da avaliação, com um convite de Tiago Santiago para fazer parte do time de roteiristas da TV Record.
Como colaboradora, escreveu para a novela Alta Estação - de Margareth Boury -  e Chamas da Vida - de Cristianne Fridman.
Em 2008 começam as primeiras especulações de um possível interesse do SBT em sua contratação. Embora desmentida, a "paquera profissional" se mostrou real com a contratação oficial de Renata no SBT em 2009.
Em maio de 2009, Renata foi convidada para ministrar o WorkShop "O Autor é Você" em Santos, que atraiu roteiristas profissionais e amadores da região e capital. Nos três dias, partilhou seu aprendizado, desmistificando a rotina de um colaborador de novelas e a importância da colaboração na trajetória profissional até o tão almejado posto de autor titular. O evento, amplamente coberto pelos principais veículos de comunicação da região, rendeu à Renata demonstrações de carinho dos participantes e até visita ao Santos Futebol Clube, com direito a camisa oficial do time com seu nome, entregue pelos veteranos da casa.
Em agosto de 2012 Renata assinou contrato de quatro anos com a Rede Globo.

## Filmografia

### Televisão
| Ano  | Título                      | Escalação    | Parceiros Titulares              | Emissora   |
| ---- | --------------------------- | ------------ | -------------------------------- | ---------- |
| 2018 | Malhação: Vidas Brasileiras | Colaboradora | Patrícia Moretzsohn Daniel Ortiz | Rede Globo |
| 2014 | Império                     | Colaboradora | Aguinaldo Silva                  | Rede Globo |
| 2011 | Amor e Revolução            | Colaboradora | Tiago Santiago                   | SBT        |
| 2010 | Uma Rosa com Amor           | Colaboradora | Tiago Santiago Vicente Sesso     | SBT        |
| 2008 | Chamas da Vida              | Colaboradora | Cristianne Fridman               | RecordTV   |
| 2006 | Alta Estação                | Colaboradora | Margareth Boury                  | RecordTV   |
| 2005 | Geração Saúde               | Roteirista   |                                  | TV Escola  |

### Cinema
- 2009: Pretério Imperfeito (curta-metragem - Direção, Curta em pós-produção)
- 2003: Circulando (curta-metragem - Scripting Doctor e a 1 Assistente de Direção)
- 2001: Exílio aqui mesmo (curta-metragem- Roteiro, 1 Assistente de Direção)
- 2001: Um pé no Rio (curta-metragem - Roteiro,Direção)
- 2001: Um dia no Rio (curta-metragem - Roteiro)

## Carreira no Teatro
- 1999: Anos Negros (ficção histórica - Roteiro)